# Andricus kingi
Andricus kingi är en stekelart som beskrevs av Bassett 1900. Andricus kingi ingår i släktet Andricus och familjen gallsteklar. Inga underarter finns listade i Catalogue of Life.